# Katedra Ekonomii Wydziału Ekonomiczno-Społecznego Uniwersytetu Przyrodniczego w Poznaniu
Katedra Ekonomii (Katedra Ekonomii Politycznej) powstała 1 października 1951 roku na Wydziale Rolniczym Akademii Rolniczej (obecnie Wydział Rolnictwa i Bioinżynierii na Uniwersytecie Przyrodniczym). W 1970 roku została przekształcona w Zakład Ekonomii w ramach Instytutu Nauk Ekonomiczno-Rolniczych, a w 1973 włączona w skład Instytutu Nauk Społeczno-Politycznych. Od 1990 roku jest ponownie samodzielną jednostką naukową - początkowo na Wydziale Rolniczym, następnie od utworzenia Wydziału Ekonomiczno-Społecznego w 2007 roku na tymże wydziale. 
Kierownicy Katedry Ekonomii (Zakładu):
1951-1952 mgr Zygmunt Narski 

1952-1970 doc. dr hab. Wacław Radkiewicz

1970-1983 prof. dr hab. Klemens Ratajczak

1983-1993 prof. dr hab. Bogumiła Wojciechowska-Ratajczak

1993-1997 dr hab. Kamila Wilczyńska, prof. nadzw.

1997-      prof. dr hab. Władysława Łuczka (Władysława Łuczka-Bakuła)
Pracownicy Katedry Ekonomii:
Kierownik Katedry
prof. dr hab. Władysława Łuczka (Władysława Łuczka-Bakuła)
Adiunkci: dr Małgorzata Dolata, dr hab. Barbara Hadryjańska, dr Lidia Jabłońska-Porzuczek, dr Magdalena Jaworska, dr hab. Sławomir Kalinowski (do 2018), dr Mariusz Malinowski, dr Joanna Smoluk-Sikorska, dr Joanna Wiśniewska, dr Aleksander Wasiuta
Doktorant: mgr Weronika Wyduba
St. referent techniczny: mgr Dagmara Kubska-Matysiak

## Wybrane publikacje pracowników Katedry Ekonomii
- Marginalizacja a rozwój społeczny - między teraźniejszością i przeszłością, (red.) Zbigniew Galor, Sławomir Kalinowski, Urszula Kozłowska, Societas Pars Mundi Publishing, Bielefeld, 2017.
- Poziom życia ludności wiejskiej o niepewnych dochodach, Sławomir Kalinowski, WN PWN, Warszawa, 2015.
- Podstawowe problemy ekonomii menedżerskiej ze zbiorem testów i zadań, Sławomir Kalinowski, Poznań, 2012 (I. Wyd.), 2014 (II. Wyd.)
- Mikroekonomia. Wybrane zagadnienia, red. Władysława Łuczka-Bakuła, Poznań, 2007
- Ubóstwo ludności wiejskiej województwa wielkopolskiego, Sławomir Kalinowski, Władysława Łuczka-Bakuła, Poznań, 2007
- Rynek żywności ekologicznej, Władysława Łuczka-Bakuła, PWE, Warszawa, 2007
- Czynniki rozwoju małych i średnich przedsiębiorstw. Wybrane aspekty, Władysława Łuczka-Bakuła, Iwona Zyskowska, Poznań, 2006
- Zarządzanie jakością, środowiskiem i bezpieczeńśtwem wyrobów. Teoria i praktyka, red. Władysława Łuczka-Bakuła, Poznań, 2005 (I wyd.), 2007 (II wyd.)
- Stan i kierunki rozwoju infrastruktury gospodarczej na obszarach wiejskich Wielkopolski, Małgorzata Dolata, Władysława Łuczka-Bakuła, Poznań, 2005
- Wieś i rolnictwo w okresie przemiasn systemowych, red. Władysława Łuczka-Bakuła, Poznań, 1997
- Gospodarka żywnościowa i obszary wiejskie wobec procesów globalizacji, red. Władysława Łuczka-Bakuła, Poznań, 2004
- Internacjonalizacja i globalizacja. Wybrane zagrożenia dla gospodarki żywnościowej i obszarów wiejskich, red. Władysława Łuczka-Bakuła, Poznań, 2005